# 新田真劍佑
新田真剑佑（日语： Arata Makkenyu ，1996年11月16日—），曾用艺名真剑佑，美籍日裔男演员，出生于美国加利福尼亚州洛杉矶市，經紀公司為TOP COAT（日本）和亚洲电影娱乐（美国）。父亲是已故日本演员、制片人、导演和武术家千叶真一。2023年1月22日宣布與交往兩年的年上圈外女友結婚。

## 演出作品

### 电影
| 上映年份 | 上映日期 | 電影名稱                             | 演出角色           | 備註     |
| -------- | -------- | ------------------------------------ | ------------------ | -------- |
| 2013年   |          | 《SPACEMAN》                         |                    |          |
| 2015年   |          | 《Tadaima》                          | George             | 电影短片 |
| 2015年   |          | 《Take a Chance》                    | Masa               |          |
| 2015年   | 5月23日  | 噪音                                 | 特别名譽教官的兒子 |          |
| 2015年   | 8月8日   | 劇場版 假面騎士Drive SURPRISE FUTURE | 泊英志             |          |
| 2016年   | 3月19日  | 花牌情缘 上之句                      | 绵谷新             |          |
| 2016年   | 4月29日  | 花牌情缘 下之句                      | 绵谷新             |          |
| 2016年   | 9月10日  | 愛上有機男                           | 马场园笃志         |          |
| 2016年   | 10月8日  | 少女                                 | 牧濑光             |          |
| 2017年   | 3月11日  | 青春后空翻                           | 山下孝介           |          |
| 2017年   | 5月20日  | 蜜桃女孩                             | 东寺森一矢         |          |
| 2017年   | 8月4日   | JoJo的奇妙冒险 不灭钻石 第一章       | 虹村亿泰           |          |
| 2018年   | 2月1日   | 不能犯                               | 百濑朝男           |          |
| 2018年   | 3月17日  | 花牌情缘 结                          | 绵谷新             |          |
| 2018年   | 4月13日  | 環太平洋2：起義時刻                  | 良一               |          |
| 2018年   | 6月1日   | OVER DRIVE                           | 桧山直纯           |          |
| 2018年   | 7月27日  | 空中急診英雄電影版                   | 岩田彰生           |          |
| 2019年   | 1月25日  | 十二個想死的少年                     | 慎次郎(5號)        |          |
| 2019年   | 7月19日  | 東京喰種S                            | 宗太               |          |
| 2020年   | 1月10日  | 賭博默示錄：最終遊戲                 | 廣瀬湊             |          |
| 2020年   | 1月24日  | 說再見前的30分鐘                     | 宮田秋             | 主演     |
| 2020年   | 1月24日  | とんかつDJアゲ太郎                   | VIPルームの客      | 友情出演 |
| 2021年   | 1月29日  | 名も無き世界のエンドロール           | マコト             |          |
| 2021年   | 3月12日  | BRAVE：群青戰記                      | 西野蒼             | 主演     |
| 2021年   | 4月23日  | 浪客劍心 最終章 The Final            | 雪代緣             |          |
| 2021年   | 6月4日   | 浪客劍心 最終章 The Beginning        | 雪代緣             |          |
| 2022年   | 5月20日  | 鋼之鍊金術師 完結篇 復仇者斯卡       | 斯卡               |          |
| 2022年   | 6月24日  | 鋼之鍊金術師 完結篇 最後的鍊成       | 斯卡               |          |
| 2023年   | 4月28日  | 聖鬥士星矢                           | 天馬座 星矢        | 主演     |

### 電視劇
- 超能野球紅不讓（日语：アストロ球団） （2005年7月25日 - 10月3日，CS・8月10日 - 12月22日，朝日電視台) - 飾 新ちゃん
- 世界奇妙物语 2014年秋之特别篇（日语：世にも奇妙な物語 '14秋の特別編「シャドーボクシング」）（2014年10月18日，富士電視台）
- 保育偵探25時（日语：保育探偵25時〜花咲慎一郎は眠れない!!〜）（2015年1月16日 - 3月13日，東京電視台） - 飾 鴨瀬仁志
- 造夢女孩（日语：夢を与える）（2015年5月16日 - 6月6日，WOWOW） - 飾 正晃
- 初森BEMARS   第六話  (2015年7月11日 - 9月26日，東京電視台） - 飾 佐佐木幸次郎
- 櫻花綻放（2016年3月6日，NOTTV）- 飾 武宮一平
- 明天也一定會和你戀愛（2016年4月11日，FOD）- 飾 夏樹翔太
- 敬仰吾師（日语：仰げば尊し）（2016年7月17日 - 9月11日，TBS）- 飾 木藤良蓮
- 特命指揮官 郷間彩香（日语：特命指揮官 郷間彩香）（2016年10月22日，富士電視台）- 飾 鈴木達也
- 是我們做的（日语：僕たちがやりました）（2017年7月18日 - 9月19日，富士電視台）- 飾 市橋哲人
- 刑事弓神   第六話（2017年11月16日，富士電視台）- 飾 貝取勝平
- 致命之吻（2018年1月14日 - 3月11日，日本電視台）- 飾 並樹尊氏
- 兩個祖國（日语：二つの祖国）（2019年3月30 - 3月31日，東京電視台）- 飾 天羽勇
- 同期的櫻 (2019年10月9日 - 12月18日，日本電視台) - 飾 木島葵
- 遠端被害（日语：リモートで殺される）（2020年7月26日，日本電視台） - 飾 野村優作[6]
- 鴉色刑事組（2021年4月5日－6月14日，富士電視台） - 飾 石倉文太[7]
- 第19號病歷表（2025年7月13日 - 9月，TBS）- 飾 東鄉康二郎[8]
- 花牌情緣：巡  第七話 (2025年8月20日 ，日本電視台)- 飾 綿谷新[9]

### 網路劇
- ONE PIECE（2023年8月31日，Netflix）- 飾 羅羅亞·索隆

- 龍之奇蹟（2023年12月20日，Disney+）- 飾 艾克達

- 那個叫貓頭鷹的男人（2024年4月24日，Disney+）- 飾 大神龍

### 舞台劇
- 花より男子 （2016年、シアタークリエ 他） - 飾 西門総二郎
- 地球ゴージャス公演vol.15  ZEROTOPIA （2018年）- 飾 アトラス

### 寫真集
- 新田真剣佑 1st写真集『UP THE ROAD』（2019年2月1日發售）

### 廣告
- Samantha Thavasa（2017年 - ）
- ABC-MART（2017年9月 - ）
- マイナビ（2018年9月 - ）
- NTT DOCOMO（2018年9月 - ）
- GATSBY（2018年9月 - ）

## 获奖提名
| 奖项年份 | 奖项名称             | 奖项类别   | 作品                | 结果 |
| -------- | -------------------- | ---------- | ------------------- | ---- |
| 2016年   | 第41届报知电影奖     | 最佳新演员 | 《花牌情缘 上之句》 | 提名 |
| 2017年   | 第71届每日电影奖     | 最佳新演员 | 《花牌情缘 上之句》 | 提名 |
| 2017年   | 第40届日本电影学院奖 | 年度新人奖 | 《花牌情缘 上之句》 | 獲獎 |

### 出典
1. ↑  . TOP COAT.   [2018-04-23]. （原始内容存档于2020-11-04）.
2. 1 2  . IMDb.   [2018-04-23]. （原始内容存档于2020-12-04）.
3. ↑  . Meniscus Magazine. 2014-08-03  [2016-06-17]. （原始内容存档于2020-08-07） （美国英语）.
4. ↑  . Yahoo!ニュース.   [2023-01-22]. （原始内容存档于2023-01-22） （日语）.
5. ↑  . コミックナタリー. 株式会社ナターシャ. 2016-09-28  [2016-09-28]. （原始内容存档于2020-10-11）.
6. ↑  . モデルプレス (ネットネイティブ). 2020-07-17  [2020-07-18]. （原始内容存档于2021-05-17）.
7. ↑  . ORICON NEWS. 2021-02-05  [2021-02-05]. （原始内容存档于2021-02-17）.
8. ↑  . ORICON NEWS. 2025-06-12  [2025-06-12] （日语）.
9. ↑  . ORICON NEWS. 2025-08-14  [2025-08-14] （日语）.